# 風雲黙示録
『風雲黙示録』（ふううんもくしろく）は、SNKからネオジオ基板（MVS）で1995年4月25日に発売された対戦型格闘ゲーム。正式名称は『風雲黙示録 〜格闘創世〜』（ふううんもくしろく かくとうそうせい）。
欧米版のタイトルは『SAVAGE REIGN』（サヴェージレイン）。その欧米版のタイトル画面でも「SAVAGE REIGN」というロゴの奥に大きな文字（日本版のタイトル画面にあるロゴとはまた違った字体）で「風雲」とある。

## 概要
本作は各キャラクターが武器を装備して戦う内容となっているが、「剣道」や「槍術」といった普通の武器を使う武道の使い手は一人もおらず、全員素手の格闘技を習得した上で武器を用いる独自の格闘スタイルを持っており、例えば主人公のハヤテは「空手＋ブーメラン」という組み合わせである。
システムは『餓狼伝説』シリーズに似た2ラインバトル制。だがその奥側のラインは中央で途切れていたり、通常の足場ではなくパイプ（立つのではなく両腕でぶら下がる）だったり、稼動中のローラーコースターのレール上であったりと多様性がある。また『龍虎の拳』シリーズ、『サムライスピリッツ』シリーズのようなキャラクター同士の間合いに応じた画面の拡大縮小も取り入れている。なお『龍虎の拳』からは脱衣KOという要素も受け継いでいるが、キングなどの女性キャラクターの服が破れた『龍虎の拳』とは反対で、服が破れるのは本作では男性キャラクターである。
同じSNKの『餓狼伝説』と繋がりがあり、続編である『風雲スーパータッグバトル』には『餓狼伝説』シリーズに登場するキム・カッファンの子孫が登場する。

## ストーリー
時代は未来、21世紀前半。世界は20世紀とは全く違う姿になっていた。ジパングシティーにて、謎の男「獅子王」により突如開催を告げられた格闘大会、その名も「獣神武闘会」。その優勝者には富と最強の栄誉が贈られるという。世界各地からそれぞれの思惑を胸に100人を超える強者たちが集まるのだった。

## 登場キャラクター
登場する10人のキャラクターは独特な流派の技を使い、それぞれの流派に合った武器を持っている。大会の参加理由にしても単純に金や名声だけのために参加しているキャラクターはおらず、それぞれの思惑を胸に大会に参加している。

### 通常キャラクター
ショー・疾風（ショー・ハヤテ）
声 - 林健一
武器：ブーメラン / 出身地：日本 / 年齢：20歳 / 身長：185cm / 体重：78kg
本作の主人公。20歳にして父の編み出した実戦空手にブーメランを融合させた新格闘技「風雲拳」の継承者。道場主である父親を超えるほどの実力を持っている。特に獅子王との因縁は無いが、自身の格闘技に自負があり、風雲拳の最強を証明したいという武道家としての動機で獣神武闘会への出場を決めた。
マックス・イーグル
声 - 辰巳邦彦
武器：ヘラクレス・アックス / 出身地：アメリカ / 年齢：25歳 / 身長：198cm / 体重：113kg
プロレス団体SWFに所属し、無敗のメインイベンターとして活躍する人気実力ともに頂点を極めるプロレスラー。国旗をあしらった衣装は最強のアメリカ人だということを表している。獣神武闘会の開催を告げるテレビ中継の獅子王の姿が12歳の時に消息不明となった兄に似ていることに気づき、直接会って確かめるために獣神武闘会への出場を決めた。所属団体「SWF」は『ファイヤースープレックス』の舞台になっている団体。
彼のホームステージは天井に釣り下がっている棒に飛び捕まって戦うことが可能。
キャロル・スタンザック
声 - 大島榎奈
武器：ジムナス・ボール / 出身地：フランス / 年齢：17歳 / 身長：168cm / 体重：51kg
本作のみ登場する。合気道の技と新体操のボールを武器にする「ジムナスアーツ」の使い手。親が勝手に承知してしまった獅子王との婚約を破棄すべく、獣神武闘会でその相手本人を倒してしまうことを決めた。
彼女のホームステージは遊園地。奥のラインはコースターのレーンで一定時間毎にカートが通り、当たるとダメージを受ける。
ゴードン・ボウマン
声 - 東尚徳
武器：スタン・トンファー / 出身地：アメリカ / 年齢：38歳 / 身長：200cm / 体重：200kg
ジパングシティーの制服警官。強引な捜査で犯罪者も恐れる暴力警官の異名を持つ。病に冒された幼い娘・カンピーの治療費を獣神武闘会の優勝で得ようとする。見た目に寄らず、今は亡き妻を愛する優しい一面があり、娘も溺愛するあまり頭が上がらない。負けポーズではズボンが脱げてウサギのアップリケがついたパンツを晒すが、これは娘の好みであることから履いている。
中白虎（チュン・パイフー）
声 - 丹波文雄
武器：炎の杖 / 出身地：中国 / 年齢：82歳 / 身長：164cm / 体重：48kg
無敗のまま引退した格闘家だったが今は世捨て人となっている老人。若い頃に“伝説の狼”と呼ばれた格闘家からもらった帽子をかぶっており、試合中、その帽子が飛ばされると激怒する。武器の杖から不思議な力で火炎弾を発射する。かつて獅子王とは炎の杖をめぐって対立した因縁がある。
彼のホームステージは街角で、店の屋根に飛び乗ることが可能。また、上部に設置されたパイプにぶら下がりながら戦うこともでき、投げが決まると強制的に手前に戻る。
ニコラ・ザザ
声 - 大島榎奈
武器：パワー・フリスビー / 出身地：ロシア / 年齢：12歳 / 身長：160cm / 体重：51kg
本作のみ登場する。12歳の天才児で、大企業の御曹司でもある。体力強化の研究に没頭し、自ら開発した身体能力を数百倍に高めるプロテクタースーツを着用して戦う。獣神武闘会にはスーツのテストを兼ねて出場する。彼とそっくりな双子の兄・パコラがいて、エンディングに姿を見せる。
彼のホームステージは奥ライン中央の床が一定時間毎に開き、落ちると強制的に手前のラインに戻される。
ジョーカー
声 - 古久保武志
武器：マジック・アイテム / 出身地：スペイン / 年齢：27歳 / 身長：210cm / 体重：75kg
盗賊団「マジカル・ヒポポ」のリーダー。元は大道芸人だったので、ピエロのような笑い顔のメイクをして、大道芸の道具で戦う（いわゆる暗器使い）。常におちゃらけた言動をしているが、実際は陰湿で残虐な性格。獅子王のカリスマ性を憎んでおり、目立ちたがりやの彼は獅子王を倒して自ら世間の注目を浴びることを目指すために獣神武闘界に参戦する。
牛頭（ゴズウ）
声 - 林健一
武器：カギ爪 / 出身地：不明 / 年齢：不明 / 身長：190cm / 体重：85kg
テロリスト組織「邪呀（ジャガ）」に所属する忍者で、馬頭の兄。殺された末弟・鹿頭（カズウ）の仇を取るため、獅子王の命を狙っている。忍術で炎を操って戦う。ガスマスクのような仮面で素顔を隠している。
馬頭（メズウ）
声 - 林健一
武器：カギ爪 / 出身地：不明 / 年齢：不明 / 身長：190cm / 体重：84kg
テロリスト組織「邪呀」に所属する忍者で、牛頭の次弟。殺された弟・鹿頭の仇を取るため、獅子王の命を狙っている。忍術で水や氷を操って戦う。下の尖った仮面で素顔を隠している。
獅子王（ししおう）
声 - 中塚勝久
武器：ソード・オブ・レオ（長剣） / 出身地：不明 / 年齢：不明 / 身長：205cm / 体重：128kg
「獣神武闘会」主催者である謎の男。その格闘スタイルはボクシングの動きに剣を組み合わせている。通常使用キャラクターだが本作の中ボスでもあり、対CPU戦では必ず最終ボス戦の1つ手前で戦うことになる。

### ボスキャラクター
真・獅子王（しん・ししおう）
声 - ジョン・フラトン
武器：ゴッド・オブ・レオ
本作の最終ボス。影武者である獅子王を倒した後に現れる金色の甲冑をまとった真（つまり本物）の獅子王。元は一介の武道家に過ぎなかったが、裏の世界に身をおく中で権力と財力が必要だということを悟り、それらを求めるうちにいつしか自ら獅子王と名乗るようになった。その正体は行方不明になっていたマックス・イーグルの実兄、アックス・イーグル。なぜ、このような姿となって現われたのかについては語られていないため、不明。機械やドーピングによって人工的に作り出した筋肉を持つ。その格闘スタイルは影武者に身につけさせたのと同じものだが、「ハンターキラー」「キングアッパー」など独自の技を持ち、全ての面で影武者とは比較にならない力を持っている。裏技により、家庭用の対戦モードのみプレイヤーキャラクターとして使用可能。

## 開発
本作は『キング・オブ・ザ・モンスターズ2』などのアクションゲームを開発していたチームが2年をかけて制作した。
開発当時は対戦型格闘ゲームブームの最盛期にあり、自社の『餓狼伝説』や『龍虎の拳』といった作品との区別化を図るために、素手の格闘技と武器の使用を組み合わせるスタイルが導入された。
なお、本作の世界観についてはインタビューにて「『ブレードランナー』に影響を受けた気がする。（同作の）あのごった煮感を出したかったが違う方向へ行ってしまった」という旨が語られている。

## 家庭用移植版
ネオジオROMカセット版
本体がアーケード版と同一規格のマシンなので移植というより同じものであるが、家庭用としてクレジットが4つまでに設定されていたり、難易度のレベルがMVS版に加えて家庭用オリジナル用のものも用意されている。
ネオジオCD版
ROMカセットよりは数段安価だが、その代わり読み込み時間が非常に長い。BGMはアレンジバージョンである。
Wiiバーチャルコンソール
アケアカNEOGEO
PlayStation 4、Xbox One、Nintendo Switch、Windows 10、iOS、AndroidにてMVS版をそれぞれ配信。レイティングはCERO：B（12才以上対象）。
アケアカNEOGEO セレクション Vol.1
Nintendo Switch用パッケージソフト。収録ソフトの一つとして本作が収録されている。

## 関連作品
風雲スーパータッグバトル
本作の続編。
NEOGEO オンラインコレクション
本作と『風雲スーパータッグバトル』がセットのPlayStation 2用ソフト『風雲スーパーコンボ』が2007年6月21日に発売。2015年8月19日よりPlayStation 2アーカイブスで配信開始。
ネオジオバトルコロシアム
SNKのネオジオ作品のキャラクターを始め、他社のネオジオ作品からのキャラクターも参戦するタッグバトル形式の格闘ゲーム。本作からは獅子王と真・獅子王が参戦している。獅子王が普通のプレイヤーキャラクターとして使えるのに対し、真・獅子王はアーケード版、PlayStation 2版ともにCPU専用キャラクターである。背景にはキャロルが登場している。
ザ・キング・オブ・ファイターズ XI
条件を満たすと3試合目後にハヤテが乱入してくる。隠しキャラクターとして使用可能。

## 関連書籍
- 風雲黙示録 格闘創世（工藤治著、ログアウト冒険文庫、アスペクト） - 本作品の小説版。
- 風雲黙示録 格闘創世 公式ガイドブック（ファミコン通信）